# كريستيان فيلاغران
كريستيان فيلاغران (بالإسبانية: Cristian Villagrán)‏ مواليد 20 يناير 1982 في بوينس آيرس، هو لاعب كرة مضرب سويسري بدأ مسيرته كمحترف سنة 2001 يلعب باليد اليمنى ويحتل حالياً المرتبة رقم. 870 (10 أغسطس 2015) في تصنيف رابطة محترفي كرة المضرب. أعلى تصنيف له في الفردي كان المركز الـ 200 في سنة 2008. أعلى تصنيف له في الزوجي كان المركز الـ 115 في سنة 2006.

## روابط خارجية
- كريستيان فيلاغران على موقع رابطة محترفي التنس (الإنجليزية)
- كريستيان فيلاغران على موقع الاتحاد الدولي لكرة المضرب (الإنجليزية)
- كريستيان فيلاغران على موقع خلاصة التنس.كوم (الإنجليزية)